# Sistema Universal de Telecomunicaciones Móviles
Sistema universal de telecomunicaciones móviles (Universal Mobile Telecommunications System o UMTS) es una de las tecnologías usadas por los móviles de tercera generación, sucesora de GPRS, debido a que la tecnología GPRS (evolución de GSM) propiamente dicha no podía evolucionar para prestar servicios considerados de tercera generación.
Aunque inicialmente esté pensada para su uso en teléfonos móviles, la red UMTS no se limita a estos dispositivos y puede utilizarse en otros.
Sus tres grandes características son: las capacidades multimedia, una velocidad de acceso a Internet elevada (que también le permite transmitir audio y video en tiempo real) y una transmisión de voz con calidad equiparable a la de las redes fijas. Además, dispone de una variedad de servicios muy extensa.[cita requerida]

## Historia
En 1985, surge en Europa la primera generación (1G), tras adaptar el sistema AMPS (Advanced Mobile Phone System) a los requisitos europeos. Se bautiza como TACS (Total Access Communications System). TACS engloba a todas aquellas tecnologías de comunicaciones móviles analógicas. Puede transmitir voz pero no datos. Actualmente esta tecnología está obsoleta y se espera que desaparezca en un futuro cercano.
Debido a la sencillez y las limitaciones de la primera generación, surge el sistema GSM (Global System for Mobile Communications) que marca el inicio de la segunda generación (2G). Su principal característica es la capacidad de transmitir datos además de voz, a una velocidad de 9,6 kbit/s. Le ha permitido sacar a la luz el famoso y exitoso sistema de mensajes cortos (SMS).
Surge la denominada segunda generación y media (2.5G) en Estados Unidos y Europa. En esta generación se incluyen aquellas tecnologías que permiten una mayor capacidad de transmisión de datos y que surgieron como paso previo a las tecnologías 3G. La tecnología más notoria de esta generación es el GPRS (General Packet Radio System), capaz de coexistir con GSM, pero ofreciendo servicio portador más eficiente para el acceso a redes IP como Internet. La velocidad máxima de GPRS es 171,2 kbit/s, aunque en la práctica no suele pasar de 40 kbit/s de bajada y de 9,6 kbit/s de subida.
Más tarde surgieron ya las tecnologías 3G. Las tecnologías de la tercera generación se categorizan dentro del IMT-2000 (International Mobile Telecommunications-2000) de la ITU (Internacional Telecommunication Union), que marca el estándar para que todas las redes 3G sean compatibles unas con otras.
Los servicios que ofrecen las tecnologías 3G son básicamente: acceso a Internet, servicios de banda ancha, roaming internacional e interoperatividad. Pero, fundamentalmente, estos sistemas permiten el desarrollo de entornos multimedia para transmitir vídeo e imágenes en tiempo real, fomentando la aparición de nuevas aplicaciones y servicios tales como videoconferencia o comercio electrónico con una velocidad máxima de 2 Mbit/s en condiciones óptimas, como por ejemplo en el entorno interior de edificios.

## Características y velocidad
UMTS permite introducir muchos más usuarios a la red global del sistema, e incrementar la velocidad a 2 Mbps por usuario móvil.[cita requerida]
Está siendo desarrollado por 3GPP (3rd Generation Partnership Project), un proyecto común en el que colaboran: ETSI (Europa), ARIB/TIC (Japón), ANSI T-1 (USA), TTA (Korea), CWTS (China). Para alcanzar su aceptación global, 3GPP va introduciendo UMTS por fases y versiones anuales. La primera fue en 1999, describía transiciones desde redes GSM. En el 2000, describió transiciones desde IS-95 y TDMA. ITU es la encargada de establecer el estándar para que todas las redes 3G sean compatibles.
UMTS ofrece los siguientes servicios:
- Facilidad de uso y bajos costes: UMTS proporcionará servicios de uso fácil y adaptable para abordar las necesidades y preferencias de los usuarios, amplia gama de terminales para realizar un fácil acceso a los distintos servicios y bajo coste de los servicios para asegurar un mercado masivo. Como el roaming internacional o la capacidad de ofrecer diferentes formas de tarificación.[cita requerida]

- Nuevos y mejorados servicios: los servicios de voz mantendrán una posición dominante durante varios años. Los usuarios exigirán a UMTS servicios de voz de alta calidad junto con servicios de datos e información. Las proyecciones muestran una base de abonados de servicios multimedia en fuerte crecimiento hacia el año 2010, lo que posibilita también servicios multimedia de alta calidad en áreas carentes de estas posibilidades en la red fija, como zonas de difícil acceso. Un ejemplo de esto es la posibilidad de conectarse a Internet desde el terminal móvil o desde el ordenador conectado a un terminal móvil con UMTS.

- Acceso rápido: La principal ventaja de UMTS sobre la segunda generación móvil (2G), es la capacidad de soportar altas velocidades de transmisión de datos, de hasta 144 kbit/s sobre vehículos a gran velocidad, 384 kbit/s en espacios abiertos de extrarradios y 7.2 Mbit/s con baja movilidad (interior de edificios)[cita requerida]. Esta capacidad sumada al soporte inherente del protocolo de Internet (IP), se combinan poderosamente para prestar servicios multimedia interactivos y nuevas aplicaciones de banda ancha, tales como servicios de videotelefonía y videoconferencia y transmisión de audio y video en tiempo real.

UMTS soporta velocidades máximas de transferencia de datos teóricas de 42 Mbit/s cuando se implementa HSPA (Evolved HSPA +) en la red. Los usuarios de las redes desplegadas pueden esperar una tasa de transferencia de hasta 384 kbit/s para los terminales de lanzamiento '99 (R99) (la versión original de UMTS) y de 7,2 Mbits/s para los teléfonos con conexión HSDPA (High Speed Downlink Packet Access). Estas velocidades son significativamente más rápidas que los 9,6 kbit/s de un solo canal de datos conmutados por circuitos de error corregido por error GSM, múltiples canales de 9,6 kbit/s en HSCSD y 14,4 kbit/s para canales CDMAOne.
Desde 2006, las redes UMTS en muchos países han sido o están en proceso de ser actualizadas con acceso de paquetes de enlace descendente de alta velocidad (HSDPA), a veces conocido como 3.5G. En la actualidad, HSDPA permite velocidades de transferencia de enlace descendente de hasta 21 Mbit / s. También se está avanzando en la mejora de la velocidad de transferencia del enlace ascendente con el HSUPA (High-Speed Uplink Packet Access). A largo plazo, el proyecto 3GPP Long Term Evolution (LTE) planea mover UMTS a velocidades de 4G de 100 Mbit/s hacia abajo y 50 Mbit/s, usando una tecnología de interfaz aérea de próxima generación basada en multiplexación ortogonal de división de frecuencia.
Las primeras redes UMTS nacionales de consumidores se lanzaron en 2002 con un gran énfasis en las aplicaciones móviles proporcionadas por telco, como la TV móvil y la videollamada. Las altas velocidades de datos de UMTS ahora se utilizan con mayor frecuencia para el acceso a Internet: la experiencia en Japón y en otros lugares ha demostrado que la demanda de video por parte de los usuarios no es alta y el contenido de audio / video proporcionado por telco ha disminuido en popularidad a favor de alta velocidad Acceso a la World Wide Web, ya sea directamente en un auricular o conectado a una computadora a través de Wi-Fi, Bluetooth o USB.

## Arquitectura
La estructura de redes UMTS está compuesta por dos grandes subredes: la red de telecomunicaciones y la red de gestión. La primera es la encargada de sustentar la transmisión de información entre los extremos de una conexión. La segunda tiene como misiones la provisión de medios para la facturación y tarificación de los abonados, el registro y definición de los perfiles de servicio, la gestión y seguridad en el manejo de sus datos, así como la operación de los elementos de la red, con el fin de asegurar el correcto funcionamiento de ésta, la detección y resolución de averías o anomalías, o también la recuperación del funcionamiento tras periodos de apagado o desconexión de algunos de sus elementos. Dentro de este apartado vamos a analizar sólo la primera de las dos subredes, esto es, la de telecomunicaciones.
UMTS usa una comunicación terrestre basada en una interfaz de radio W-CDMA, conocida como UMTS Terrestrial Radio Access (UTRA). Soporta división de tiempo dúplex (TDD) y división de frecuencia dúplex (FDD). Ambos modelos ofrecen rangos de información de hasta 2 Mbps.
Una red UMTS se compone de los siguientes elementos:
- Núcleo de red (core network): El núcleo de red incorpora funciones de transporte y de inteligencia. Las primeras soportan el transporte de la información de tráfico y señalización, incluida la conmutación. El encaminamiento reside en las funciones de inteligencia, que comprenden prestaciones como la lógica y el control de ciertos servicios ofrecidos a través de una serie de interfaces bien definidas; también incluyen la gestión de la movilidad. A través del núcleo de red, el UMTS se conecta con otras redes de telecomunicaciones, de forma que resulte posible la comunicación no solo entre usuarios móviles UMTS, sino también con los que se encuentran conectados a otras redes.

- Red de acceso radio (UTRAN): Desarrollada para obtener altas velocidades de transmisión. La red de acceso radio proporciona la conexión entre los terminales móviles y el Core Network. En UMTS recibe el nombre de UTRAN (Acceso Universal Radioeléctrico Terrestre) y se compone de una serie de subsistemas de redes de radio (RNS) que son el modo de comunicación de la red UMTS. Un RNS es responsable de los recursos y de la transmisión / recepción en un conjunto de celdas y está compuesto de un RNC y uno o varios nodos B. Los nodos B son los elementos de la red que se corresponden con las estaciones base. El controlador de la red de radio (RNC) es responsable de todo el control de los recursos lógicos de una BTS (Estación Base Transmisora).

- UE (User Equipment): Se compone del terminal móvil y su módulo de identidad de servicios de usuario/suscriptor (USIM) equivalente a la tarjeta SIM del teléfono móvil.

Parte también de esta estructura serían las redes de transmisión empleadas para enlazar los diferentes elementos que la integran. Como los protocolos claro 
Un ejemplo de una conexión a la red UMTS desde un terminal sería el que se explica con el siguiente diagrama:
Partimos de nuestro dispositivo 3G ya sea un teléfono móvil o una tarjeta para ordenadores compatible con esta red, nuestros datos llegan al NodoB que es el encargado de recoger las señales emitidas por los terminales y pasan al RNC para ser procesadas, estos dos componentes es lo que llamamos UTRAN, desde el UTRAN pasa al núcleo de la red que está dividido en conmutadores que distribuyen los datos por los diferentes sistemas, según vayan a uno u otro seguirán un camino pasando por el Mobile Services Switching Center (MSC), o por el SGSN (Serving GPRS Support Node) y posteriormente por el GGSN (Gateway GPRS Support Node).
De forma gráfica esta arquitectura la podemos representar con las siguientes imágenes.

Arquitectura red 2.5G y 3G

Arquitectura red 3.5G

Arquitectura red 4G

## Repercusión
Tras la implantación del sistema UMTS, el concepto de teléfono móvil ha cambiado radicalmente, pasando de ser un simple instrumento de comunicación para convertirse en un terminal multimedia con múltiples capacidades para la comunicación y el ocio, gracias a la gran cantidad de servicios ofertados y que crecen día a día. Como la capacidad de conectarse a Internet, transferencia y reproducción de audio y video, videoconferencias y demás.
Además, para zonas a las que la telefonía fija no llega o lo hace de una manera deficiente, como zonas de extrarradio de las ciudades, pueblos alejados de grandes núcleos o países en vías de desarrollo; la tecnología UMTS habilita la posibilidad de llevar servicios de telecomunicaciones avanzados a todas las personas que se encuentran en esas zonas de poca cobertura a nivel de telecomunicaciones. Por poner un ejemplo, la tecnología UMTS permite administrar un negocio desde un lugar carente de telefonía fija ya que el propietario puede mantenerse en contacto con los clientes y proveedores mediante la red UMTS.

## Patentes de UMTS
Una de las tantas patentes que existen es la de emisión en directo para televisión desde un teléfono móvil utilizando la tecnología UMTS.
En si la patente consiste en emitir en directo por la televisión la señal de vídeo y audio proveniente de un teléfono móvil que soporte tecnología UMTS, de forma que permita a cualquier persona utilizar el teléfono móvil a modo de cámara de vídeo como si se tratase de un "reportero de televisión", enviando la señal a un servidor central y este, a su vez, utiliza esta señal en el modo que se desee ya sea emisión, grabación, edición, entre otros.